# ایوت ویلیامز
ایوت ویلیامز (انگلیسی: Yvette Williams; ۲۵ آوریل ۱۹۲۹ – ۱۳ آوریل ۲۰۱۹) ورزشکار دو و میدانی پرش طول، پرتاب دیسک، پرتاب وزنه و پرتاب نیزه اهل نیوزیلند بود.